# 長野県道402号北長野停車場吉田線
長野県道402号北長野停車場吉田線（ながのけんどう402ごう きたながのていしゃじょうよしだせん）は、長野県長野市を走る一般県道。
路線の認定がされているのみで、区域決定のされておらず、県道としては未供用である。相当する区間に道路はあるものの、県道の標識は無く、道路地図にも県道としては掲載されていない「幻の県道」である。

## 概要

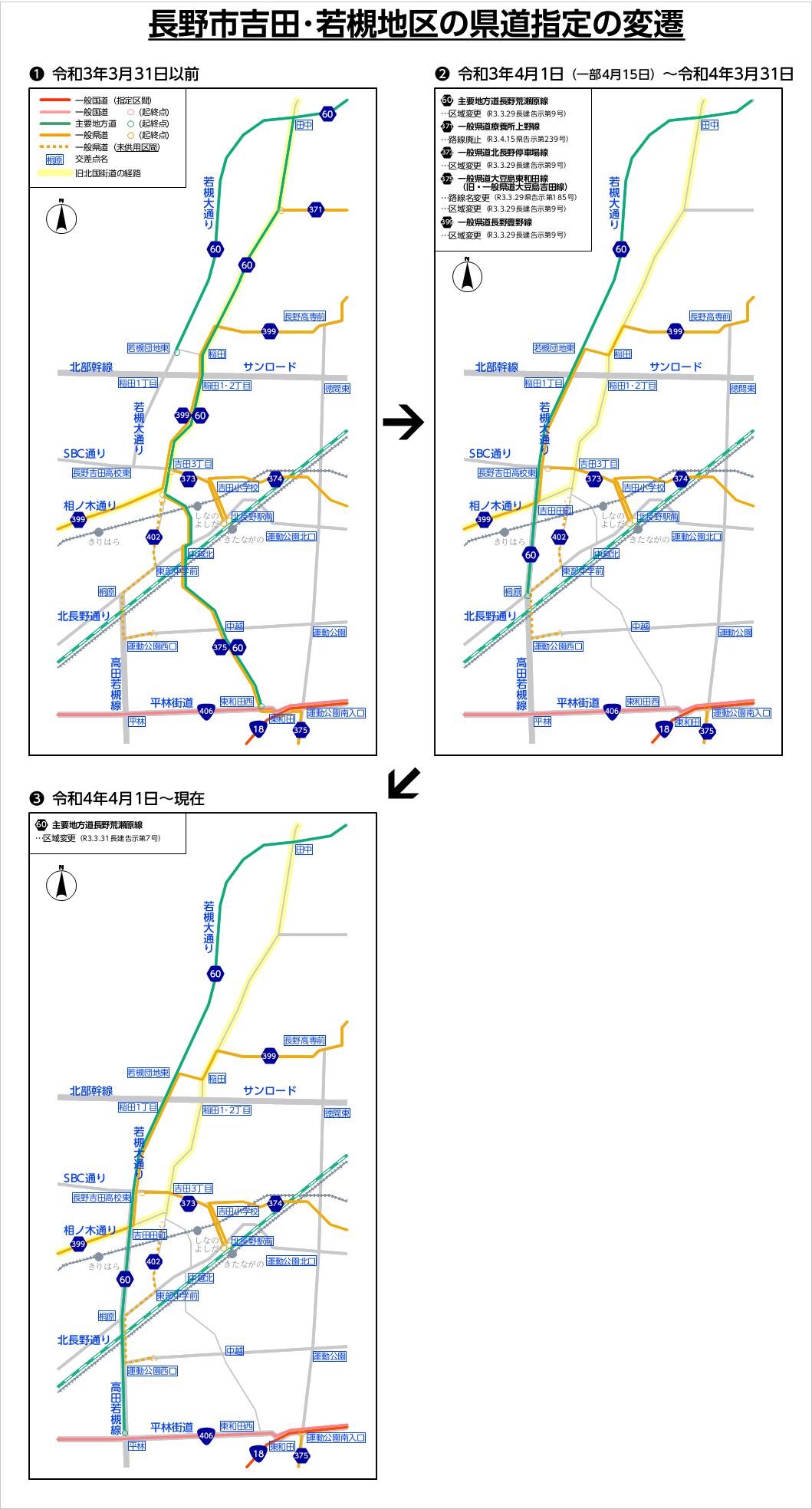
本路線と周辺路線の指定状況。2021年（令和3年）の高田若槻線開通に伴い周辺路線は大きく変化したが、本路線の指定に変化はなかった。

北長野駅（旅客駅）の南西800mほどに位置する貨物駅と、吉田地区の旧市街中心部とを結ぶおよそ1.5kmの路線として認定されている。周辺は長野市街地からほど近い住宅密集地である。
2017年（平成29年）当時の長野県長野建設事務所の管内図では、以下の経路を本路線の未供用区間として破線で示している。
- 北長野貨物駅（長野市桐原二丁目＝起点）
｜長野市道運動公園通り線として供用中
- 運動公園西口交差点（長野市西和田二丁目）
｜長野県道60号長野荒瀬原線（高田若槻線）として供用中
- 桐原交差点（長野市桐原一丁目）
｜長野市道北長野通り線として供用中
- 東部中学前交差点（長野市桐原二丁目）
｜長野市道長野中211号線として供用中
- 吉田本町バス停付近（長野市吉田三丁目＝終点）

本路線の代替機能を持つ道路として都市計画道路高田若槻線が建設され、2021年（令和3年）に開通したが、本路線の指定に変化はない。

### 路線データ
- 起点：長野市桐原二丁目（JR貨物北長野駅）
- 終点：長野市吉田三丁目（旧長野県道60号長野荒瀬原線・旧長野県道399号長野豊野線交点）
- 実延長：0m ／ 未供用延長：1,538m

## 通過する自治体
- 長野市

## 周辺
- JR貨物 北長野駅（貨物駅）
- JR東日本 長野総合車両センター
- 長野市立東部中学校
- しなの鉄道 北長野駅（旅客駅）
- 長野電鉄 信濃吉田駅